# 용사의 다짐
〈용사의 다짐〉은 1973년에 조정제가 작사하고 최창권이 작곡한 대한민국 육군의 군가이다.